# Centropogon gesneriformis
Centropogon gesneriformis är en klockväxtart som beskrevs av Emmanuel Drake del Castillo. Centropogon gesneriformis ingår i släktet Centropogon och familjen klockväxter. Inga underarter finns listade i Catalogue of Life.